# نوزرینا
نوزرینا (به صربی: Nozrina) یک منطقهٔ مسکونی در صربستان است که در الکسیناتس واقع شده‌است. نوزرینا ۷۴۳ نفر جمعیت دارد.